# Falcini (Schweizer Familie)
Die Falcini sind eine Familie von Kaufleuten aus Luzern, die aus der Region Domodossola-Intra stammt. 1763 bekam die Familie das Bürgerrecht von Luzern. Die Falcini waren ab den 1720er Jahren im Südhandel und in Kommissions- und Speditionsgeschäften tätig. Im Engelbergertal entstand 1761 dazu ein Verlag für Seiden, der ein Monopol auf Seidenkämmelei innehatte. Falcini entwickelte sich so im 18. Jahrhundert zum wichtigsten Textilunternehmen Luzerns. 1813 ging der Seidenverlag konkurs, und das Handels- und Speditionsgeschäft wurde ins Bankwesen verlagert: es entstanden die Falcini Jünger & Co.